# Portogallo ai Giochi della X Olimpiade
Il Portogallo partecipò ai Giochi della X Olimpiade, svoltisi a Los Angeles, Stati Uniti, dal 30 luglio al 14 agosto 1932, con una delegazione di 6 atleti impegnati in tre discipline.